# Cheiracanthium silaceum
Cheiracanthium silaceum är en spindelart som beskrevs av William Joseph Rainbow 1897. Cheiracanthium silaceum ingår i släktet Cheiracanthium och familjen sporrspindlar.
Artens utbredningsområde är New South Wales. Inga underarter finns listade i Catalogue of Life.